# سيفازافلور
سيفازافلور Cefazaflur هو INN  وهو مضاد حيوي من الجيل الأول للسيفالوسبورينات.
تم اختبار سيفازافلور في المختبر ضد 262 سلالالة من البكتيريا. تم تحديد التراكيز المثبطة للجراثيم واثنين من الأحجام اللقاحية من الخلايا البكتيرية في مغذيات مرق مولر هينتون . وقد أجريت دراسات تخفيف أجار أيضا. عند الاختبار في أجار , 5.0 ميكروغرام أو أقل من سيفازافلور لكل مل أعاقت جميع السلالات تقريبا من المكورات العنقودية الذهبية، كولاي، كليبسيلا، والمتقلبة الرائعة. وكانت العقاقير أقل نشاطا ضد الساكازاكية والإندول إيجابي المتقلبات، و 7.5 ميكروغرام من مضاد حيوي لكل مل مستعمل حوالي الثلثين لربع السلالات.

## التخليق
سيفازافلور تبرز من بين هذه المجموعة من نظائرها لأنه يفتقر إلى أريل أميد C-7 سلسلة جانبية (انظر سيفاسيتريل على سبيل المثال آخر).

Cefazaflur synthesis:

## آليه العمل
يثبط عملية صنع الجدار الخلوي الجرثومي بارتباطه مع واحد أو أكثر من بروتينات الاتحاد مع البنسلين PBPs، الأدمر الذي يؤدي إلى تثبيط نقل الببتيدات الذي يعد الخطوة الأخيرة من عملية تصنيع الغليكوجين الببتيدي الذي بدوره يدخل في تركيب متن الجدار الخلوي الجرثومي. كل ما سبق سيؤدي إلى انحلال واضمحلال الجرثوم تحت تأثير الخمائر الحالة الذاتية التي تتفعل عندئذ دون قيد أو ضابط.